# Football League Cup 1997-1998
La Football League Cup 1997-1998, conosciuta anche con il nome di Coca Cola Cup per motivi di sponsorizzazione, è stata la 38ª edizione del terzo torneo calcistico più importante del calcio inglese, la 32ª in finale unica. La manifestazione, ebbe inizio l'11 agosto 1997 e si concluse il 29 marzo 1998 con la finale di Wembley.
Il trofeo fu vinto dal Chelsea, tornato al successo dopo 33 anni, grazie alla vittoria per 2-0 dopo i tempi supplementari sul Middlesbrough, finalista per la seconda volta consecutiva.
A partire da questa edizione vengono soppressi i replay in caso di pareggio. Per determinare la squadra qualificata al turno successivo o la vincitrice della coppa si disputano i tempi supplementari, perdurando la parità si prosegue con l'effettuazione dei calci di rigore.

## Formula
La Football League Cup era riservata alle 20 squadre della Premier League e alle 72 della Football League. Il torneo era composto da scontri ad eliminazione diretta, che prevedevano nei primi due turni ed in semifinale due match: regola dei gol in trasferta in caso di parità, ma solo dopo i tempi supplementari ed a seguire eventuali calci di rigore. Mentre negli altri turni e nella finale unica ed in campo neutro, si giocava una singola gara: nell'eventualità di un pareggio, si procedeva, dapprima alla disputa dell'"extra time" e se necessario all'esecuzione dei tiri dal dischetto.
|                              | Squadre che entrano in questo turno                                                                             | Squadre qualificate dal turno precedente    |
| ---------------------------- | --- | ------------------------------------------- |
| Primo turno (70 squadre)     | - 24 squadre dalla Third Division - 24 squadre dalla Second Division - 22 squadre dalla First Division          |                                             |
| Secondo turno (50 squadre)   | - 2 squadre dalla First Division - 13 squadre dalla Premier League (non partecipanti alle competizioni europee) | - 35 squadre vincitrici del primo turno     |
| Terzo turno (32 squadre)     | - 7 squadre dalla Premier League (partecipanti alle competizioni europee)                                       | - 25 squadre vincitrici del secondo turno   |
| Quarto turno (16 squadre)    | | - 16 squadre vincitrici del terzo turno     |
| Quarti di finale (8 squadre) | | - 8 squadre vincitrici del quarto turno     |
| Semifinali (4 squadre)       | | - 4 squadre vincitrici dei quarti di finale |
| Finale (2 squadre)           | | - 2 squadre vincitrici delle semifinali     |

## Primo turno
| Squadra 1         | Totale          | Squadra 2         | Andata | Ritorno        |
| ----------------- | --------------- | ----------------- | ------ | -------------- |
| Blackpool         | 1 - 1 (4-2 dcr) | Manchester City   | 1 - 0  | 0 - 1 (d.t.s.) |
| Bournemouth       | 1 - 2           | Torquay Utd       | 0 - 1  | 1 - 1          |
| Brentford         | 6 - 4           | Shrewsbury Town   | 1 - 1  | 5 - 3          |
| Brighton          | 2 - 4           | Leyton Orient     | 1 - 1  | 1 - 3          |
| Bristol City      | 2 - 1           | Bristol Rovers    | 0 - 0  | 2 - 1          |
| Cambridge Utd     | 2 - 3           | West Bromwich     | 1 - 1  | 1 - 2          |
| Cardiff City      | 2 - 4           | Southend Utd      | 1 - 1  | 1 - 3          |
| Charlton          | 1 - 4           | Ipswich Town      | 0 - 1  | 1 - 3          |
| Chester City      | 1 - 5           | Carlisle Utd      | 1 - 2  | 0 - 3          |
| Colchester Utd    | 1 - 2           | Luton Town        | 0 - 1  | 1 - 1          |
| Crewe Alexandra   | 5 - 6           | Bury              | 2 - 3  | 3 - 3          |
| Darlington        | 2 - 3           | Notts County      | 1 - 1  | 1 - 2          |
| Doncaster         | 1 - 10          | Nottingham Forest | 0 - 8  | 1 - 2          |
| Gillingham        | 0 - 4           | Birmingham City   | 0 - 1  | 0 - 3          |
| Huddersfield Town | 3 - 2           | Bradford City     | 2 - 1  | 1 - 1          |
| Lincoln City      | 2 - 3           | Burnley           | 1 - 1  | 1 - 2          |
| Macclesfield Town | 1 - 2           | Hull City         | 0 - 0  | 1 - 2          |
| Mansfield Town    | 7 - 8           | Stockport County  | 4 - 2  | 3 - 6          |
| Northampton Town  | 3 - 3 (0-2 dcr) | Millwall          | 2 - 1  | 1 - 2 (d.t.s.) |
| Norwich City      | 3 - 4           | Barnet            | 2 - 1  | 1 - 3          |
| Oldham Athletic   | 1 - 5           | Grimsby Town      | 1 - 0  | 0 - 5          |
| Oxford Utd        | 7 - 3           | Plymouth          | 2 - 0  | 5 - 3          |
| Peterborough Utd  | 4 - 3           | Portsmouth        | 2 - 2  | 2 - 1          |
| Port Vale         | 2 - 3           | York City         | 1 - 2  | 1 - 1          |
| QPR               | 2 - 3           | Wolverhampton     | 0 - 2  | 2 - 1          |
| Reading           | 3 - 1           | Swansea City      | 2 - 0  | 1 - 1          |
| Rochdale          | 2 - 4           | Stoke City        | 1 - 3  | 1 - 1          |
| Rotherham Utd     | 1 - 5           | Preston N.E.      | 1 - 3  | 0 - 2          |
| Scarborough       | 1 - 4           | Scunthorpe Utd    | 0 - 2  | 1 - 2          |
| Swindon Town      | 1 - 3           | Watford           | 0 - 2  | 1 - 1          |
| Tranmere          | 4 - 3           | Hartlepool Utd    | 3 - 1  | 1 - 2          |
| Walsall           | 3 - 0           | Exeter City       | 2 - 0  | 1 - 0          |
| Wigan             | 1 - 3           | Chesterfield      | 1 - 2  | 0 - 1          |
| Wrexham           | 2 - 4           | Sheffield Utd     | 1 - 1  | 1 - 3          |
| Wycombe           | 5 - 6           | Fulham            | 1 - 2  | 4 - 4          |

## Secondo turno
| Squadra 1         | Totale      | Squadra 2        | Andata | Ritorno        |
| ----------------- | ----------- | ---------------- | ------ | -------------- |
| Birmingham City   | 5 - 3       | Stockport County | 4 - 1  | 1 - 2          |
| Blackburn         | 6 - 1       | Preston N.E.     | 6 - 0  | 0 - 1          |
| Blackpool         | 2 - 3       | Coventry City    | 1 - 0  | 1 - 3          |
| Burnley           | 0 - 6       | Stoke City       | 0 - 4  | 0 - 2          |
| Chesterfield      | 2 - 6       | Barnsley         | 1 - 2  | 1 - 4          |
| Fulham            | 0 - 2       | Wolverhampton    | 0 - 1  | 0 - 1          |
| Grimsby Town      | 4 - 3       | Sheffield Weds   | 2 - 0  | 2 - 3          |
| Huddersfield Town | 1 - 3       | West Ham Utd     | 1 - 0  | 0 - 3          |
| Hull City         | 2 - 2 (gfc) | Crystal Palace   | 1 - 0  | 1 - 2 (d.t.s.) |
| Ipswich Town      | 4 - 1       | Torquay Utd      | 1 - 1  | 3 - 0          |
| Leeds Utd         | 4 - 3       | Bristol City     | 3 - 1  | 1 - 2          |
| Leyton Orient     | 5 - 7       | Bolton           | 1 - 3  | 4 - 4          |
| Luton Town        | 3 - 5       | West Bromwich    | 1 - 1  | 2 - 4          |
| Middlesbrough     | 3 - 0       | Barnet           | 1 - 2  | 2 - 0          |
| Nottingham Forest | 2 - 3       | Walsall          | 0 - 1  | 2 - 2          |
| Notts County      | 1 - 2       | Tranmere         | 0 - 2  | 1 - 0          |
| Oxford Utd        | 6 - 2       | York City        | 4 - 1  | 2 - 1          |
| Reading           | 2 - 0       | Peterborough Utd | 0 - 0  | 2 - 0          |
| Scunthorpe Utd    | 0 - 6       | Everton          | 0 - 1  | 0 - 5          |
| Southampton       | 5 - 1       | Brentford        | 3 - 1  | 2 - 0          |
| Southend Utd      | 0 - 6       | Derby County     | 0 - 1  | 0 - 5          |
| Sunderland        | 4 - 2       | Bury             | 2 - 1  | 2 - 1          |
| Tottenham         | 5 - 2       | Carlisle Utd     | 3 - 2  | 2 - 0          |
| Watford           | 1 - 5       | Sheffield Utd    | 1 - 1  | 0 - 4          |
| Wimbledon FC      | 9 - 2       | Millwall         | 5 - 1  | 4 - 1          |

## Terzo turno
| Squadra 1       | Risultato       | Squadra 2       |
| --------------- | --------------- | --------------- |
| 14 ottobre 1997 |                 |                 |
| Arsenal         | 4 - 1           | Birmingham City |
| Barnsley        | 1 - 2           | Southampton     |
| Bolton          | 2 - 0           | Wimbledon FC    |
| Grimsby Town    | 3 - 1           | Leicester City  |
| Ipswich Town    | 2 - 0           | Manchester Utd  |
| Oxford Utd      | 1 - 1 (6-5 dtr) | Tranmere        |
| Reading         | 4 - 2           | Wolverhampton   |
| Walsall         | 2 - 1           | Sheffield Utd   |
| 15 ottobre 1997 |                 |                 |
| Chelsea         | 1 - 1 (4-1 dtr) | Blackburn       |
| Coventry City   | 4 - 1           | Everton         |
| Middlesbrough   | 2 - 0           | Sunderland      |
| Newcastle Utd   | 2 - 0           | Hull City       |
| Stoke City      | 1 - 3           | Leeds Utd       |
| Tottenham       | 1 - 2           | Derby County    |
| West Bromwich   | 0 - 2           | Liverpool       |
| West Ham Utd    | 3 - 0           | Aston Villa     |

## Quarto turno
| Squadra 1        | Risultato      | Squadra 2     |
| ---------------- | -------------- | ------------- |
| 18 novembre 1997 |                |               |
| Arsenal          | 1 - 0 (d.t.s.) | Coventry City |
| Derby County     | 0 - 1          | Newcastle Utd |
| Leeds Utd        | 2 - 3          | Reading       |
| Liverpool        | 3 - 0          | Grimsby Town  |
| Middlesbrough    | 2 - 1 (d.t.s.) | Bolton        |
| Oxford Utd       | 1 - 2 (d.t.s.) | Ipswich Town  |
| 19 novembre 1997 |                |               |
| Chelsea          | 2 - 1 (d.t.s.) | Southampton   |
| West Ham Utd     | 4 - 1          | Walsall       |

## Quarti di finale
| Squadra 1      | Risultato       | Squadra 2     |
| -------------- | --------------- | ------------- |
| 6 gennaio 1998 |                 |               |
| Reading        | 0 - 1           | Middlesbrough |
| West Ham Utd   | 1 - 2           | Arsenal       |
| 7 gennaio 1998 |                 |               |
| Ipswich Town   | 2 - 2 (1-4 dtr) | Chelsea       |
| Newcastle Utd  | 0 - 2 (d.t.s.)  | Liverpool     |

## Semifinali
| Squadra 1 | Totale | Squadra 2     | Andata          | Ritorno         |
| --------- | ------ | ------------- | --------------- | --------------- |
|           |        |               | 27 gennaio 1998 | 2 febbraio 1998 |
| Liverpool | 2 - 3  | Middlesbrough | 2 - 1           | 0 - 2           |
|           |        |               | 28 gennaio 1998 | 2 febbraio 1998 |
| Arsenal   | 3 - 4  | Chelsea       | 2 - 1           | 1 - 3           |

## Finale
| Arbitro: | Peter Jones |

|                             |           |  |
| Sinclair 95’ Di Matteo 107’ | Marcatori |  |

| Chelsea | Middlesbrough |

| CHELSEA:        |    |                   |             |     |
|                 |    |                   |             |     |
| P               | 1  | Ed de Goey        |             |     |
| D               | 2  | Dan Petrescu      |             | 75’ |
| D               | 5  | Frank Lebœuf      | Ammonizione |     |
| D               | 12 | Michael Duberry   |             |     |
| D               | 20 | Frank Sinclair    |             |     |
| D               | 14 | Graeme Le Saux    | Ammonizione |     |
| C               | 16 | Roberto Di Matteo |             |     |
| C               | 11 | Dennis Wise (C)   | Ammonizione |     |
| C               | 24 | Eddie Newton      |             |     |
| A               | 25 | Gianfranco Zola   |             |     |
| A               | 10 | Mark Hughes       | Ammonizione | 83’ |
| A disposizione: |    |                   |             |     |
| P               | 13 | Kevin Hitchcock   |             |     |
| D               | 6  | Steve Clarke      |             | 75’ |
| A               | 19 | Tore André Flo    |             | 83’ |
| Manager:        |    |                   |             |     |
| Gianluca Vialli |    |                   |             |     |

| MIDDLESBROUGH:  |    |                   |             |      |
|                 |    |                   |             |      |
| P               | 1  | Mark Schwarzer    |             |      |
| D               | 2  | Gianluca Festa    |             |      |
| D               | 4  | Steve Vickers     |             |      |
| D               | 5  | Nigel Pearson (C) |             |      |
| D               | 3  | Vladimír Kinder   |             |      |
| C               | 10 | Paul Merson       |             |      |
| C               | 6  | Robbie Mustoe     |             |      |
| C               | 7  | Neil Maddison     |             | 102’ |
| C               | 11 | Andy Townsend     | Ammonizione |      |
| A               | 8  | Hamilton Ricard   |             | 65’  |
| A               | 9  | Marco Branca      |             |      |
| A disposizione: |    |                   |             |      |
| D               | 12 | Curtis Fleming    |             |      |
| A               | 13 | Mikkel Beck       |             | 102’ |
| C               | 14 | Paul Gascoigne    | Ammonizione | 65’  |
| Manager:        |    |                   |             |      |
| Bryan Robson    |    |                   |             |      |